# Сибоковац
Сибоковац је насељено место у општини Чаглин, у Славонији, Република Хрватска.

## Историја
До нове територијалне организације место је припадало бившој великој општини Славонска Пожега.

## Становништво
Насеље је према попису становништва из 2011. године имало 36 становника.
| Националност       | 1991.       |
| Срби               | 59 (95,16%) |
| Хрвати             | 0           |
| Југословени        | 0           |
| остали и непознато | 3 (4,83%)   |
| Укупно             | 62          |